# Tyrrell 017
Chronologie des modèles (1988-1989)
Tyrrell DG016 Tyrrell 018
La Tyrrell 017 est une monoplace de Formule 1 engagée par l'écurie britannique Tyrrell Racing dans le cadre du championnat du monde de Formule 1 1988 et de la première manche du championnat du monde de Formule 1 1989, le Grand Prix du Brésil 1989, où une version B est engagée. En 1988, elle est pilotée par les Britanniques Jonathan Palmer et Julian Bailey. L'année suivante, Bailey est remplacé par l'Italien Michele Alboreto. Elle est mue par un moteur V8 Ford-Cosworth.

## Historique

### Saison 1988
La Tyrrell 017 est une évolution de la Tyrrell DG016 de 1987. Elle s'en distingue par une nouvelle suspension avant et un nez rallongé. Néanmoins, la 017 se révèle être une monoplace peu performante, d'autant plus que Julian Bailey, qui effectue sa première saison en Formule 1, échoue à se qualifier à dix reprises en seize engagements.
Toutefois, à Monaco, la monoplace britannique bénéficie de nouvelles suspensions et d'un empattement réduit. Ces améliorations techniques permettent à Jonathan Palmer de se qualifier en dixième position et de terminer cinquième, à un tour du vainqueur Alain Prost (McLaren),.
Au Canada, Palmer, au volant d'un châssis plus rigide que de coutume pour mieux s'adapter au tracé du circuit Gilles-Villeneuve, s'élance de la dix-neuvième place sur la grille pour franchir l'arrivée en sixième position, à un tour d'Ayrton Senna (McLaren),.
Lors de la manche suivante, à Détroit, le Britannique est qualifié en dix-septième place. Il termine l'épreuve en cinquième position, à un tour de Senna,.
Le reste de la saison est plus compliquée pour Tyrrell, dont aucun pilote ne parvient à se classer parmi les dix premiers de chacune des manches restantes. Néanmoins, en marge du Grand Prix de Hongrie, en août 1988, l'ingénieur Harvey Postlethwaite est recruté en qualité de directeur technique, accompagné de Jean-Claude Migeot, tous deux transfuges de la Scuderia Ferrari. Les deux ingénieurs équipent la 017 à partir du Grand Prix du Japon d'une nouvelle suspension composée d'un double triangle et d'un poussoir joint à un amortisseur sans ressort chargé d'absorber le mouvement de la roue, le tout ancré de manière fixe en haut de la monocoque. 
Au terme du championnat, Tyrrell Racing se classe huitième du championnat du monde des constructeurs avec cinq points, tous marqués par Jonathan Palmer, quatorzième du championnat du monde des pilotes.

### Saison 1989
Le temps que la Tyrrell 018 soit opérationnelle, Tyrrell engage une 017B, dépourvue de sponsors et parée d'une livrée intégralement noire, lors de la première manche du championnat du monde de Formule 1 1989, le Grand Prix du Brésil 1989. Julian Bailey est remplacé par l'Italien Michele Alboreto, soutenu par le cigarettier Marlboro. Lors de cette épreuve, Palmer et Alboreto se qualifient en dix-huitième et vingtième positions. Ils franchissent l'arrivée en septième et dixième places,.

## Résultats en championnat du monde de Formule 1
| Saison | Écurie                      | Moteur               | Pneumatiques | Pilotes          | Courses | Courses | Courses | Courses | Courses | Courses | Courses | Courses | Courses | Courses | Courses | Courses | Courses | Courses | Courses | Courses | Points inscrits | Classement |
| Saison | Écurie                      | Moteur               | Pneumatiques | Pilotes          | 1       | 2       | 3       | 4       | 5       | 6       | 7       | 8       | 9       | 10      | 11      | 12      | 13      | 14      | 15      | 16      | Points inscrits | Classement |
| ------ | --------------------------- | -------------------- | ------------ | ---------------- | ------- | ------- | ------- | ------- | ------- | ------- | ------- | ------- | ------- | ------- | ------- | ------- | ------- | ------- | ------- | ------- | --------------- | ---------- |
| 1988   | Tyrrell Racing Organisation | Ford-Cosworth DFZ V8 | Goodyear     |                  | BRÉ     | SMR     | MON     | MEX     | CAN     | DET     | FRA     | GBR     | ALL     | HON     | BEL     | ITA     | POR     | ESP     | JAP     | AUS     | 5               | 8e         |
| 1988   | Tyrrell Racing Organisation | Ford-Cosworth DFZ V8 | Goodyear     | Jonathan Palmer  | Abd     | 14e     | 5e      | Nq      | 6e      | 5e      | Abd     | Abd     | 11e     | Abd     | 12e     | Nq      | Abd     | Abd     | 12e     | Abd     | 5               | 8e         |
| 1988   | Tyrrell Racing Organisation | Ford-Cosworth DFZ V8 | Goodyear     | Julian Bailey    | Nq      | Abd     | Nq      | Nq      | Abd     | 9e      | Nq      | 16e     | Nq      | Nq      | Nq      | 12e     | Nq      | Nq      | 14e     | Nq      | 5               | 8e         |
| 1989   | Tyrrell Racing Organisation | Ford-Cosworth DFR V8 | Goodyear     |                  | BRÉ     | SMR     | MON     | MEX     | USA     | CAN     | FRA     | GBR     | ALL     | HON     | BEL     | ITA     | POR     | ESP     | JAP     | AUS     | 16*             | 5e         |
| 1989   | Tyrrell Racing Organisation | Ford-Cosworth DFR V8 | Goodyear     | Jonathan Palmer  | 7e      |         |         |         |         |         |         |         |         |         |         |         |         |         |         |         | 16*             | 5e         |
| 1989   | Tyrrell Racing Organisation | Ford-Cosworth DFR V8 | Goodyear     | Michele Alboreto | 10e     |         |         |         |         |         |         |         |         |         |         |         |         |         |         |         | 16*             | 5e         |

Légende : ici 
- * 16 points marqués avec la Tyrrell 018.